# Christoph Schnurr
Christoph Schnurr (* 21. Februar 1984 in Frankfurt am Main) ist ein deutscher Politiker (FDP). Von 2009 bis 2013 gehörte er dem Deutschen Bundestag an.

## Werdegang
Nach dem Abitur 2003 am Goethe-Gymnasium in Frankfurt am Main leistete Schnurr zunächst seinen Wehrdienst beim Artillerielehrregiment 345 in Kusel. Im Anschluss absolvierte er eine Ausbildung zum Industriekaufmann. 2007 begann Schnurr an der Accadis Hochschule Bad Homburg ein Fachhochschulstudium der 'International Business Administration', das er im Herbst 2009 mit dem akademischen Grad Bachelor of Arts abschloss.
Nach dem Ausscheiden aus dem Deutschen Bundestag ist Schnurr 2015 nach Baden-Baden gezogen und im Geschäft seines Schwiegervaters im Garten- und Landschaftsbau tätig. Zudem studiert er Landschaftsarchitektur.

## Partei
Schnurr ist seit 2000 Mitglied  der FDP und seit 1998 Mitglied der Jugendorganisation Junge Liberale. Bei der Bundestagswahl 2002 kandidierte Schnurr als jüngster Bundestagskandidat erstmals, aber erfolglos für den Deutschen Bundestag. Auch 2005 und 2009 bewarb er sich um ein Mandat. 
Von 2004 bis 2007 war Schnurr Kreisvorsitzender der Frankfurter Jungen Liberalen und ein Jahr lang stellvertretender Landesvorsitzender der Jungen Liberalen Hessen.
Von 2006 bis 2010 war Schnurr Mitglied der Frankfurter Stadtverordnetenversammlung sowie von 2007 bis 2011 Mitglied des Landeswohlfahrtverbands Hessen. 2012 wurde Schnurr Kreisvorsitzender der FDP Frankfurt.
Bei der Wahl zum 17. Deutschen Bundestag zog Schnurr über die Landesliste der FDP Hessen ins Parlament ein. Für die FDP-Bundestagsfraktion war er ordentliches Mitglied im Verteidigungsausschuss und Obmann im Unterausschuss Abrüstung, Rüstungskontrolle und Nichtverbreitung. Daneben war Schnurr stellvertretendes Mitglied im Haushaltsausschuss sowie im Ausschuss für Menschenrechte und humanitäre Hilfe. Mit dem Ausscheiden der FDP bei der Bundestagswahl 2013 verlor auch er sein Mandat.

## Privates
Schnurr ist verheiratet und seit 2013 Vater eines Kindes.